# Corner (Künstlervereinigung)
Corner ist eine Künstlervereinigung in Dänemark. Sie wurde unter der Initiative von  Ejler Jørgensen, einem damaligen Direktor, und dem Bildhauer Holger Kapel gegründet. Ziel war es, jungen Künstlern in einem großzügigen Raum im neu errichteten Corner-Gebäude an der Ecke von Vester Voldgade und Studiestræde in Kopenhagen eine Plattform für die Präsentation ihrer Werke zu bieten. Die erste Ausstellung fand 1932 statt und gab der Gruppe ihren Namen.
An der ersten Ausstellung von Corner nahmen unter anderem die Künstler und Karl Bovin, Victor Brockdorff und Søren Hjorth Nielsen teil, wobei Nielsen nicht im Katalog aufgeführt wurde. Weitere Teilnehmer waren:
- Ebba Carstensen
- Henry Clante
- Kaj Ejstrup
- Lauritz Hartz
- Grete Jensen
- Ejnar Larsen
- Karen Melskens
- Aage Petersen
- Erik Raadal
- Arne Gorki Schmidt
- Johan Sejg
- Kirsten Gye Sejg
- Alfred Simonsen
- Dagmar Starcke
- Hans Syberg
- Niels Tvede.

Corner war eine der ersten Künstlergruppen, die Musik in ihre Ausstellungen integrierte. Bereits 1932 und in den folgenden Jahren wurde ein PH-Flügel in den Räumlichkeiten aufgestellt, und es fanden kleinere, improvisierte musikalische Veranstaltungen während der Ausstellung statt. Zu den treibenden Kräften in den ersten Jahren gehörten der Mitbegründer von Corner, Holger Kapel, Johan Bentzon und Lavard Friisholm. Später kam der Komponist Herman D. Koppel hinzu, der selbst über die „Gebrauchsmusik“ sagte, es sei ein Ziel, die Musik aus den Konzertsälen herauszuholen.
1935 musste die Corner-Ausstellung in die Kunsthalle in der Købmagergade in Kopenhagen umziehen. Hier stellten sechs Mitglieder aus und es wurde eine Gedenkausstellung für Alfred Simonsen veranstaltet.
Von 1936 bis einschließlich Oktober 1942 schloss sich Corner mit der Künstlergruppe Høstudstillingen zur Corner- und Høstudstilling zusammen. In diesen Jahren fand die Ausstellung in Den Frie Udstillingsbygning statt.
Zu den Ausstellern der Corner- und Høstudstilling gehörten:
- Else Alfelt
- Ejler Bille
- Karl Bovin
- Victor Brockdorff
- Kaj Ejstrup
- Niels Grønbech
- Lauritz Hartz
- Sven Havsteen-Mikkelsen
- Kjeld Heltoft
- Egill Jacobsen
- Asger Jørgensen (der spätere Asger Jorn)
- Ole Kielberg
- Niels Lergaard
- Richard Mortensen
- Carl-Henning Pedersen
- Erik Raadal
- Hans Scherfig
- Alfred Simonsen
- Gunnar Westman[3]

Die Partnerschaft hielt nicht an, und ab Dezember 1942 stellte Corner als unabhängige Gruppe im Charlottenborg aus. In dieser Zeit wurde der Maler Hans Scherfig Mitglied der Gruppe und spielte eine zentrale Rolle bei der Entwicklung von Gedanken und Ideen für den Austausch mit internationalen Kunstkreisen.
Ein Dialog mit ausländischen Künstlern begann. Nach dem Zweiten Weltkrieg wurden vier französische Maler in die Gruppe aufgenommen: Jean Aujame, Roger Chapelain-Midy, Jean-Michel Atlan und Èdouard Pignon. Im Jahr 1947 war die österreichische Grafikerin Margret Bilger als Gast dabei.
Moderne Künstler aus der Volksrepublik China präsentierten 1951 zusammen mit mehreren klassischen chinesischen Künstlern ihre Werke. Dies markierte den Beginn einer langanhaltenden Ausstellungspartnerschaft zwischen den Künstlern von Corner und jenen aus China. Der Maler Chi-Pai-Shih stellte 1954 als Mitglied aus, gefolgt von Ho Ho Tien-Chien im Jahr 1960. Künstler von Corner besuchten im Jahr 1961 China.
Heute bestehen wieder starke Verbindungen zwischen den Künstlern, wobei der Maler Tong Wang Mitglied bei Corner geworden ist, und Corner-Künstler haben mehrfach in China ausgestellt. Im Jahr 2009 nahmen zum Beispiel mehrere Künstler von Corner zusammen mit Studenten der Königlichen Dänischen Kunstakademie an der Ausstellung Northern European Art Exhibition teil. Die Ausstellung wurde von Tong Wang, Professor an der Inner Mongolia University Arts Academy, in Zusammenarbeit mit Corner und der Kunstakademie in Kopenhagen kuratiert.
Künstler aus vielen Teilen der Welt waren Gäste bei Corner. Einige von ihnen wurden später Mitglieder. Gemeinsam ist ihnen – auf sehr unterschiedliche Weise – die Pflege des figurativen Stils in Malerei, Skulptur und Grafik. Beispiele hierfür sind der Schweizer Hans Erni (Malerei und Zeichnung 1953), Edvard Munch (gest. 1944) (Grafik 1959), Walther H. Williams (Malerei 1963), sowjetische Künstler 1965 – und später Anders Åberg, Edith Isaac-Rose, Will Eisner und R. B. Kitaj.
In jüngerer Zeit haben Künstler der School of London bei Corner besondere Aufmerksamkeit erhalten. Kjeld Heltoft knüpfte den Kontakt zu Frank Auerbach, Lucian Freud, Leon Kosoff, Celia Paul und Paula Rego, die alle an Corners Ausstellungen teilgenommen haben. Eine jüngere Generation britischer Künstler, beispielsweise Cathie Pilkington, wurde Mitglied(er).
Auch Film- und Fotokünstler wurden in Corner aufgenommen: Jørgen Roos, Jacob Jørgensen und Kirsten Klein.
Das Ausstellungsgebäude bei Charlottenborg erhielt 2007 einen neuen Status, sodass es von einem gesetzlich festgelegten Status als Gebäude der Künstler zu einer Kunstgalerie wurde. Corner erhielt ab 2008 die Möglichkeit für jährliche Ausstellungen im Museum Sophienholm am Bagsværd-See.
2023 zog Corner ins Kulturzentrum Gammelgaard in Kopenhagens Vorort Hjortespring/Herlev um. Gäste 2023 waren Christian Lemmerz, MatWay, Anne Marie Ploug, Krista Rosenkilde und Maria Wandel.
Dazu hat die Vereinigung mit Kunstvereinen außerhalb Kopenhagens zusammengearbeitet (zum Beispiel mit Det Ny Kastet und der Morsø Kunstforening in Mors). Als Folge der COVID-19-Pandemie und der damit verbundenen Schließung öffentlicher Veranstaltungen wurde Corner gezwungen, eine vorbereitete Ausstellung zu verschieben und später zu schließen. Die Ausstellung in Sophienholm im Jahr 2021 (Januar–Februar) wurde für die Öffentlichkeit geschlossen, lebt aber in der Dokumentation des Ausstellungskatalogs weiter.
Die Mitglieder von Corner haben mehrfach an Ausstellungen in Dänemark teilgenommen, zusätzlich zu den jährlichen Ausstellungen in Sophienholm. Von 2010 an und in den folgenden Jahren organisierte der Grafiker Jens Bohr Segeltouren – im Geiste von Johannes Larsen und Achton Friis – für die Mitglieder von Corner mit dem Küstensegler Rylen entlang der Küsten in den inneren dänischen Gewässern. Es waren Arbeitssegeltouren, und die Kunstwerke wurden anschließend im Odsherred Kunstmuseum, im Johannes Larsen Museum, im Seefahrtsmuseum in Marstal und in der Kunstvereinigung Kolding ausgestellt.

## Mitglieder von Corner
Die Vereinigung besteht derzeit (Stand 29. November 2023) aus 45 Bildkünstlern
.
| Aktuelle Mitglieder (Stand November 2023) | Aktuelle Mitglieder (Stand November 2023) | Aktuelle Mitglieder (Stand November 2023) |
| --- | --- | --- |
| - Henning Andersen - Martin Askholm - Maria Bianca Barmen - Elisabeth Bergsøe - Linda Bjørnskov - Jens Bohr - Per Baagøe - Uffe Christoffersen - Mia Nelle Drøschler - Maja Lisa Engelhardt - Daniel Enkaoua - Alba S. Enström - Claus Handgaard - Bente Hansen - Merete Hansen | - Ole Prip Hansen - Finn Heiberg - Lars Heiberg - Tove Hummel - Elisa Jensen - Jacob Jørgensen - Jens-Peter Kellermann - Pontus Kjerrman - Kirsten Klein - Leif Madsen - MatWay - Anne Marie Mejlholm - Ulrik Møller - Anita Viola Nielsen - Egon Bjerg Nielsen | - Hanne Sejrbo Nielsen - Mogens Nørgaard - Knud Odde - Celia Paul - Cathie Pilkington - Anne Marie Ploug - Lene Rasmussen - Paula Rego - Christian Schmidt-Rasmussen - Morten Skovmand - Hans Voigt Steffensen - Oddvar Torsheim - Tong Wang - Claus Ørntoft |